# Linia kolejowa Coburg – Bad Rodach
Linia kolejowa Coburg – Bad Rodach – jednotorowa i niezelektryfikowana lokalna linia kolejowa w kraju związkowym Bawaria, w Niemczech. Łączy miejscowości Coburg przez Meeder z Bad Rodach.